# Tenrec ratllat de les terres baixes
El tenrec ratllat de les terres baixes (Hemicentetes semispinosus) és un petit tenrec que viu a Madagascar, Àfrica. Fa 19 cm i pesa fins a 275 grams. S'alimenta principalment de cucs i larves i no té cua. Viu en grups de quinze animals o més.